# Ceratomia igualana
Ceratomia igualana là một loài bướm đêm thuộc họ Sphingidae. Nó được tìm thấy ở México to Costa Rica. 
Sải cánh dài 51–56 mm đối với con đực và khoảng 65 mm đối với con cái.